# Cratere Varronilla
Varronilla è un cratere sulla superficie di 4 Vesta.